# Saiguini
Los saiguinos (Saigini) es una tribu de mamíferos artiodáctilos de la familia de los bóvidos, subfamilia de los antilopinos, que comprende dos especies de gacelas de tamaño mediano que habitan en las estepas euroasiáticas.

## Taxonomía

### Descripción
La tribu fue creada en 1945 por el paleontólogo y biólogo teórico estadounidense. George Gaylord Simpson.

### Géneros
Según la clasificación de Simpson la tribu comprende dos géneros.
- Tribu saigini
  - Género Pantholops
  - Género Saiga

### Una taxonomía controvertida
Saiga y Pantholops son géneros de taxonomía problemática. Saiga se clsificó tradicionalmente como miembro de la tribuo de los saiguinos, dentro de la subfamilia de los caprinos, pero algunos autores sugirieron que e género Saiga estaba más próximo a la subfamilia de los antilopinos. En el año 2000 Groves analizó los caracteres morfológicos de Procapra, Prodorcas y Saiga, y propuso tres grupos basales de antilopinos uno de los cuales incluía un clado Saiga+Procapra.
Además de Saiga, la tribu tradicional de los saiguinos, según la clasificación de Simpson de la subfamilia de los caprinos, contiene el género Panthalops. Este género es monotípico (P. hodgsonii), y se incluye a menudo en la tribu de los saiguinos sobre la base de rasgos morfológicos similares, la mayoría de los cuales son plesiomórficos. Sin embargo, hallazgos moleculares y morfológicos recientes sugieren que Pantholops hodgsonii debería clasificarse más correctamente en la subfamilia de los caprinos, pero la situación de la gacela tibetana en esta subfamilia sigue siendo incierta.
Los datos sobre el citocromo b y pequeñas porciones de los genes ribosómicos 12S y 16S sugieren afinidades filogenéticas de Saiga y Procapra con los antilopinos. Sin embargo, estos estudios no aclaran las relaciones estrechas dentro de este clado. Dada esta incertidumbre, algunos autores sugirieron que el taxón Saigini debería abandonarse.

### Otros artículos
- Bóvidos
- Antílopes
- Antilopinos

- Datos: Q18669458